# STATION Z
《STATION Z (스테이션 제트)》는 대한민국의 방송국인 한국방송공사의 라디오 채널 KBS 쿨FM에서 매일 밤 12시부터 새벽 1시까지 방송했던 라디오 프로그램이다.

## 진행자 목록
이 프로그램의 가장 큰 특징 중 하나는 요일별 진행자도, 주별 진행자도 정해져있는 것이 아니다. 진짜 한 주 단위로 진행자가 바뀔수도 있으며 실제로 교체되기도 한다.
- 월 / 화 / 수 / 목 / 금 / 토 / 일 (순)

### 2021년 9월
- 2주:  나인우 / 레드벨벳 예리 / 갓세븐 JAY B / 로꼬, 우원재 / 온앤오프 / 최정훈 / 온앤오프 이션, 효진
- 3주: 위키미키 최유정, 김도연 / 예리 / JAY B / 로꼬, 우원재 / AB6IX 전웅, YOUNITE 이은상, BDC / 최정훈 / 이션, 효진
- 4주: 최유정, 김도연 / 예리 / JAY B / 로꼬, 우원재 / 미래소년 / 아일 / 이션, 효진
- 5주: SF9 재윤, 유태양 / 예리 / JAY B / 로꼬, 우원재 / Weeekly / 아일 / 이션, 효진

### 2021년 10월
- 1주:  재윤, 유태양 / 예리 / JAY B / 로꼬, 우원재 / AB6IX / 정세운 / 더보이즈 큐, 뉴
- 2주: SF9 재윤, 엔플라잉 유회승 / AB6IX 박우진, CIX 배진영 / JAY B / 로꼬, 우원재 / 골든차일드 / 정세운 / 큐, 뉴
- 3주: VIVIZ / 박지훈 / JAY B / WOODZ, 이진혁 / 박문치, 루루, 라라 / 큐, 뉴
- 4주: VIVIZ / 박지훈 / JAY B / 권은비, 조유리 / 박문치, 루루, 라라 / 큐, 뉴

### 2021년 11월
- 1주: VIVIZ / 박지훈 / JAY B / 래원 / EPEX / 미노이 / 아일
- 2주: VIVIZ / 박지훈 / JAY B / 래원 / 코카N버터 / 미노이 / 아일
- 3주: VIVIZ / iKON 송윤형, 김동혁 / JAY B / 래원 / 라치카 / 서사무엘 / 아일
- 4주: 김새론, 성유빈 / 송윤형, 김동혁 / JAY B / 래원 /   원어스 / 서사무엘 / 아일
- 5주-1주: 라붐 소연, 해인 / 송윤형, 김동혁 / JAY B / 래원 / GHOST9 / 이승윤 / 아일

### 2021년 12월
- 2주: EXO 카이 / 송윤형, 김동혁 / JAY B / 래원 / 에버글로우 / 이승윤 / 피원하모니 인탁, 종섭
- 3주: 카이 / iKON 김동혁 / JAY B / 래원 / 갓세븐 영재 / 치즈, 김수영 / 기호, 소울
- 4주: 에이티즈 윤호, 민기 / 김동혁 / JAY B / 래원 / DAY6 원필, Xdinary Heroes / 치즈, 김수영 / 피원하모니 테오, 지웅
- 5주-1주: 윤호, 민기 / 김동혁 / JAY B / 래원 / AB6IX 전웅, WOODZ / 박지훈 / 박지훈

### 2022년 1월
- 2주: 스테이씨 수민 / 김동혁 / JAY B / 래원 / 우주소녀 쪼꼬미 / 박문치 / 김윤하, 블럭
- 3주: 수민 / 김동혁 / JAY B / 래원 / 업텐션 / 박문치 / 김윤하, 블럭
- 4주: 수민 / 김동혁 / JAY B / 래원 / 갓세븐 뱀뱀 / 박문치 / 김윤하, 블럭
- 5주: 수민 / AKMU 이수현 / JAY B / 래원 / 위아이 김요한 / 박문치 / 김윤하, 블럭

### 2022년 2월
- 1주: 수민 / 이수현 / JAY B / 래원 / 펜타곤 / CRAVITY / 김윤하, 블럭
- 2주: 버나드박 / 김동혁 / JAY B / 래원 / 온리원오브 / CRAVITY / 김윤하, 블럭
- 3주: DAY6 원필 / 김동혁 / JAY B / 래원 / 진진, TRENDZ / CRAVITY / 김윤하, 블럭
- 4주: 원필 / 김동혁 / JAY B / 래원 / 스테이씨 / JUNNY / 김윤하, 블럭

### 2022년 3월
- 1주: 원필 / 김동혁 / JAY B / Basick / 로켓펀치 / JUNNY / 김윤하, 블럭
- 2주: 원필 / 김동혁 / JAY B / 래원 / 템페스트 / JUNNY / 김윤하, 블럭
- 3주: 지호 / 김동혁 / JAY B / 래원 / WOODZ, 펜타곤 키노, 온리원오브 유정, AB6IX 전웅 / JUNNY / 김윤하, 블럭
- 4주: 오마이걸 미미 / 김동혁 / 마크 / 래원 / 문빈&산하 / CRAVITY / 김윤하, 블럭
- 5주: 미미 / 김동혁 / 갓세븐 마크 / 래원 / 위아이 / 한해 / 김윤하, 블럭

### 2022년 4월
- 1주: 미미 / 김동혁 / 마크 / 래원 / BAE173 / 한해 / 김윤하, 블럭
- 2주: 미미 / 위너 이승훈 / JAY B / 래원 / CRAVITY / 한희준, 서사무엘 / 김윤하, 블럭
- 3주: 미미 / 이승훈 / JAY B / 래원 / DKZ / 한희준, 서사무엘 / 김윤하, 블럭
- 4주: 미미 / 이승훈 / JAY B / 래원 / (여자)아이들 미연 / YOUNITE / 김윤하, 블럭

### 2022년 5월
- 1주: 미미 / 이승훈 / DKZ 재찬, 종형 / 래원 / WOODZ / YOUNITE / 김윤하, 블럭
- 2주: 미미 / iKON / 재찬, 종형 / 래원 / 베리베리 / YOUNITE / 김윤하, 블럭
- 3주: 미미 / 이승훈 / 재찬, 종형 / 래원 / 정세운 / 해파리 / 김윤하, 블럭
- 4주: 미미 / 위아이 김요한 / DKZ / 래원 / TNX / 해파리 / 김윤하, 블럭
- 5주-1주: 미미 / 김요한 / 재찬, 종형 / 래원 / AB6IX / 윤지영 / 김윤하, 블럭

### 2022년 6월
- 2주: 미미 / 스테이씨 수민 / 재찬, 종형 / 래원 / 라잇썸 / 윤지영 / 김윤하, 블럭
- 3주: 미미 / 수민 / 재찬, 종형 / 래원 / woo!ah! / 넥타 / 김윤하, 블럭
- 4주: 미미 / 수민 / 재찬, 종형 / 래원 / 드리핀 / 넥타 / 김윤하, 블럭
- 5주: 미미 / 수민 / DKZ / 래원 / BDC / 진수영 / 김윤하, 블럭

### 2022년 7월
- 1주: 미미 / 수민 / 재찬, 종형 / 래원 / TAN / 진수영 / 김윤하, 블럭
- 2주: 미미 / 수민 / 재찬, 종형 / 래원 / SF9 / 골든더넛 / 김윤하, 블럭
- 3주: 미미 / 스테이씨 / 재찬, 종형 / 래원 / 위너 / 골든더넛 / 김윤하, 블럭
- 4주: 미미 / 수민 / DKZ / 래원 / 빌리 / 다운 / 김윤하, 블럭

### 2022년 8월
- 1주: 미미 / 수민 / DKZ 종형 / 래원 / P1Harmony / 다운 / 김윤하, 블럭
- 2주: 미미 / 유주 / DKZ 재찬 / 래원 / 최예나 / Hathaw9y(해서웨이) / 김윤하, 블럭
- 3주: 미미 / 유주 / 재찬, 종형 / 래원 / 골든차일드 / Hathaw9y(해서웨이) / 김윤하, 블럭
- 4주: 미미 / 유주 / 더보이즈 뉴, 큐 / 래원 / CIX / 주애 / 김윤하, 블럭
- 5주: 온앤오프 유 / 유주 / 뉴, 큐 / 래원 / Xdinary Heroes / 주애 / 김윤하, 블럭

### 2022년 9월
- 1주: 유 / 유주 / SF9 유태양, 휘영 / 래원 / 로켓펀치 / 황진아 / 김윤하, 블럭
- 2주: 유 / 유주 / 유태양, 휘영 / 래원 / 원어스 / 황진아 / 김윤하, 블럭
- 3주: 유 / 유주 / 유태양, 휘영 / 래원 / JAY B / 허시 / 김윤하, 블럭
- 4주: 박지훈 / 유주 / 유태양, 휘영 / 래원 / 미래소년 /  허시 / 김윤하, 블럭

### 2022년 10월
- 1주: 박지훈 / 유주 / 유태양, 휘영 / 래원 / 더보이즈 큐, 뉴 / 다정 / 김윤하, 블럭
- 2주: 박지훈 / 유주 / 유태양, 휘영 / 래원 / 큐, 뉴 / 다정 / 김윤하, 블럭
- 3주: 박지훈 / 유주 / 유태양, 휘영 / 래원 / 큐, 뉴 / 정아로 / 김윤하, 블럭
- 4주: 온앤오프 유 / 유주 / 유태양, 휘영 / 래원 / 큐, 뉴 / 정아로 / 김윤하, 블럭
- 5주-1주: 유 / 유주 / DAY6 성진 / 래원 / 큐, 뉴 / 한로로 / 김윤하, 블럭

### 2022년 11월
- 2주: 유 / 유주 / 성진 / 래원 / 큐, 뉴 / 한로로 / 김윤하, 블럭
- 3주: 유 / 유주 / 성진 / 래원 / 큐, 뉴 / 공개 방송 / 김윤하, 블럭
- 4주: 유 / 유주 / 성진 / 래원 / 큐, 뉴 / 로잉행잉프루츠 / 김윤하, 블럭
- 5주-1주: 유 / 유주 / 성진 / 래원 / 큐, 뉴 / 로잉행잉프루츠 / 김윤하, 블럭

### 2022년 12월
- 2주: 유 / 유주 / 성진 / 래원 / 큐, 뉴 / 김제형 / 김윤하, 블럭
- 3주: 유 / 유주 / 성진 / 래원 / 큐, 뉴 / 김제형 / 김윤하, 블럭
- 4주: 유 / 유주 / 성진 / 래원 / 큐, 뉴 / 진저 / 김윤하, 블럭
- 5주: 유 / 유주 / 성진 / 래원 / 큐, 뉴 / 진저 / 김윤하, 블럭

### 2023년 1월
- 1주: 유 / B1A4 / 성진 / 래원 / 미래소년 / 진수영 / 김윤하, 블럭
- 2주: 유 / 스테이씨 수민 / 성진 / 래원 / SF9 유태양, 휘영 / 주애 / 김윤하, 블럭
- 3주: 유 / 수민 / 성진 / 래원 / 유태양, 휘영 / 황진아 / 김윤하, 블럭
- 4주: 유 / 수민 / 성진 / 래원 /  시그니처 / 다정 / 김윤하, 블럭
- 5주-1주: 유 / 수민 / 성진 / 래원 / 박지훈 / 비니 / 김윤하, 블럭

### 2023년 2월
- 2주: 유 / 수민 / 성진 / 래원 / 박지훈 / 비니 / 김윤하, 블럭
- 3주: 유 / 수민 / 성진 / 래원 / 박지훈 / 소서 / 김윤하, 블럭
- 4주: 유 / 수민 / 성진 / 래원 / 박지훈 / 소서 / 김윤하, 블럭
- 5주-1주: 유 / 수민 / 성진 / 래원 / TNX / 송예린 / 김윤하, 블럭

### 2023년 3월
- 2주: 유 / 수민 / 성진 / 래원 / 온리원오브 / 송예린 / 김윤하, 블럭
- 3주: 유 / 스테이씨 윤 / 성진 / 래원 / 퍼플키스 / 세아 / 김윤하, 블럭
- 4주: 유 / 윤 / 성진 / 래원 / 크래비티 / 세아 / 김윤하, 블럭
- 5주: 유 / 윤 / 성진 / 래원 / 체리블렛 / 신아람 / 김윤하, 블럭

### 2023년 4월
- 1주: 유 / 우주소녀 설아 / 성진 / 래원 / 김우석 / 신아람 / 김윤하, 블럭
- 2주: 유 / 설아 / 성진 / 래원 / 갓세븐 뱀뱀 / 김도언 / 김윤하, 블럭
- 3주: 유 / 설아 / 성진 / 래원 / 박지훈 / 김도언 / 김윤하, 블럭
- 4주: 유 / 설아 / 성진 / 래원 / 박지훈 / 도리 / 김윤하, 블럭

### 2023년 5월
- 1주: 유 / 설아 / 성진 / 래원 / WOODZ / 도리 / 김윤하, 블럭
- 2주: 유 / 설아 / 성진 / 래원 / iKON 김동혁 / 리마이더스 / 김윤하, 블럭
- 3주: 유 / 설아 / 성진 / 래원 / YOUNITE / 리마이더스 / 김윤하, 블럭
- 4주: 유 / 설아 / 성진 / 래원 / ATBO / 매미 / 김윤하, 블럭
- 5주-1주: 유 / 설아 / 성진 / 래원 / AB6IX 전웅, 김동현 / 매미 / 김윤하, 블럭

### 2023년 6월
- 2주: 유 / 설아 / 성진 / 래원 / TNX / 오티스 림 / 김윤하, 블럭
- 3주: 유 / 설아 / 성진 / 래원 / CIX / 오티스 림 / 김윤하, 블럭
- 4주: 유 / 설아 / 성진 / 래원 / BOYNEXTDOOR / 엘루이 / 김윤하, 블럭
- 5주: 유 / 설아 / 성진 / 래원 / 한승우 / 엘루이 / 김윤하, 블럭

### 2023년 7월
- 1주: 유 / 설아 / 몬스타엑스 아이엠 / 빅나티 / 위아이 / 크리스피 / 김윤하, 블럭
- 2주: 유 / 설아 / 위아이 김요한 / 빅나티 / 루네이트 / 크리스피 / 김윤하, 블럭
- 3주: 유 / 설아 / 김우석 / 빅나티 / 오드아이써클 / 저드 / 김윤하, 블럭
- 4주: 유 / 설아 / 김우석 / 빅나티 / 홀리뱅 / 저드 / 김윤하, 블럭
- 5주: 유 / 설아 / SF9 유태양 / pH-1 / KISS OF LIFE / 김새녘 / 김윤하, 블럭

### 2023년 8월
- 1주: 유 / 설아 / 유태양 / pH-1 / 더보이즈 큐, 뉴 / 김새녘 / 김윤하, 블럭
- 2주: 유 / 설아 / SF9 주호 / pH-1 / 다크비 / 우주소녀 설아 / 김윤하, 블럭
- 3주: 유 / 설아 / SF9 유태양 / pH-1 / 스테이씨 수민, 아이사 / 결방[1] / 김윤하, 블럭
- 4주: 유 / 설아 / 유태양 / pH-1 / 스테이씨 세은, 윤 / 결방[2] / 김윤하, 블럭

### 2023년 9월
- 1주: 오디오 드라마 <하루 한 방울> 특별 편성[3][4] / 결방[5] / 김윤하, 블럭
- 2주: 온앤오프 유 / 우주소녀 설아 / 크래비티 원진 / 빅나티 / BOYNEXTDOOR 명재현, 이한 / 결방[6] / 김윤하, 블럭
- 3주: 유 / 설아 / 원진 / 빅나티 / 시그니처 / 결방[7] / 김윤하, 블럭
- 4주: 유 / 설아 / 원진 / 빅나티 / 예린 / 결방[8] / 김윤하, 블럭

### 2023년 10월
- 1주: 유 / 설아 / 원진 / 빅나티 / 원어스 / 민수홍 / 김윤하, 블럭
- 2주: 유 / 설아 / 원진 / 빅나티 / EPEX / 민수홍 / 김윤하, 블럭
- 3주: 유 / 설아 /  원진 / 빅나티 / Loossemble / 힙노시스 테라피 / 김윤하, 블럭
- 4주: 유 / 설아 / 원진 / 빅나티 / Billlie / 힙노시스 테라피 / 김윤하, 블럭
- 5주-1주: 유 / 설아 / 원진 / 빅나티 / 고스트나인 / 데미안 러브 / 김윤하, 블럭

### 2023년 11월
- 2주: 유 / 설아 / 원진 / 빅나티 / 골든차일드 / 데미안 러브 / 김윤하, 블럭
- 3주: 유 / 설아 / 원진 / 빅나티 / VIVIZ / 숨비 / 김윤하, 블럭
- 4주: 박강현 / 설아 / 원진 / 빅나티 / KISS OF LIFE / 숨비 / 김윤하, 블럭
- 5주-1주: 박강현 / 설아 / 원진 / 빅나티 / 방예담 / 스카이민혁 / 김윤하, 블럭

### 2023년 12월
- 2주: 유 / 설아 / 원진 / 빅나티 / 김우석 / 스카이민혁 / 김윤하, 블럭
- 3주: 유 / 설아 / 원진 / 빅나티 / ATBO / 전호권 / 김윤하, 블럭
- 4주: 유 / 설아 / 더보이즈 큐, 뉴 / 빅나티 / 원진 / 전호권 / 김윤하, 블럭
- 5주: 유 / 설아 / 원진 / 빅나티 / SF9 유태양, 휘영 / 김윤하, 블럭 / 김윤하, 블럭

## 수상 목록

### 시상식
- 2023년 제35회 한국 PD대상 라디오 부문 실험정신상 (강소연)

## 같이 보기
- KBS
- KBS 쿨FM